# 相馬其一
相馬 其一（そうま きいち、1885年 - 1966年）は、新潟県出身の洋画家。浦和画家。

## 人物
新潟県新発田市に生まれる。1905年（昭和38年）に上京し、白馬会研究所に入り黒田清輝に師事した。1919年（大正8年）、帝展に「信濃路」出品し特選を受賞。光風会会員。埼玉県の浦和転居後は高田誠を指導した。

## 経歴
- 1885年（明治18年） - 新潟県で出生。
- 1916年（大正5年） - 第4回光風会展において今村奨励賞を受賞。
- 1921年（大正10年） - 1923年まで2年間、安宅安五郎とフランス、ドイツ、イタリアを回り絵画研究旅行を行った。
- 1922年（大正11年） - 光風会会員となる。
- 1923年（大正12年） - 日本橋三越で個展を開催。
- 1924年（大正13年） - 埼玉県浦和町（のち浦和市）に移住し、アトリエを建設。また、絵画教室を開き、教え子に高田誠がいた。
- 1937年（昭和12年） - 光風会評議員となる。
- 1944年（昭和19年） - 戦火を避けて長野県山ノ内町に疎開。
- 1947年（昭和22年） - 長野市新田町に転居。
- 1966年（昭和41年） - 81歳で死没。